# Mănicea, Vâlcea
Mănicea este un sat în comuna Zătreni din județul Vâlcea, Oltenia, România.